# Усольський район (Пермський край)
Усольський район (рос. Усольский район) — адміністративно-територіальна одиниця в складі Пермського краю Росії.
Адміністративний центр району — місто Усольє. 

## Географія
Межує на півночі з Солікамським районом, на сході - з територією, підпорядкованої місту Олександрівськ, на півдні - з Добрянським і Юсьвінським районами, на заході - з Кудимкарським і Косинским районами Пермського краю. Площа району - 4637,48 км.
Водні ресурси району представлені поверхневими і підземними, а також мінерально-питними та лікувально-столовими водами.

## Економіка
Розвинена лісова, деревообробна промисловість та напрямок по виготовленню меблів.
Основна спеціалізація сільськогосподарського виробництва - молочно-м'ясна.